# Intelligentes Stromnetz

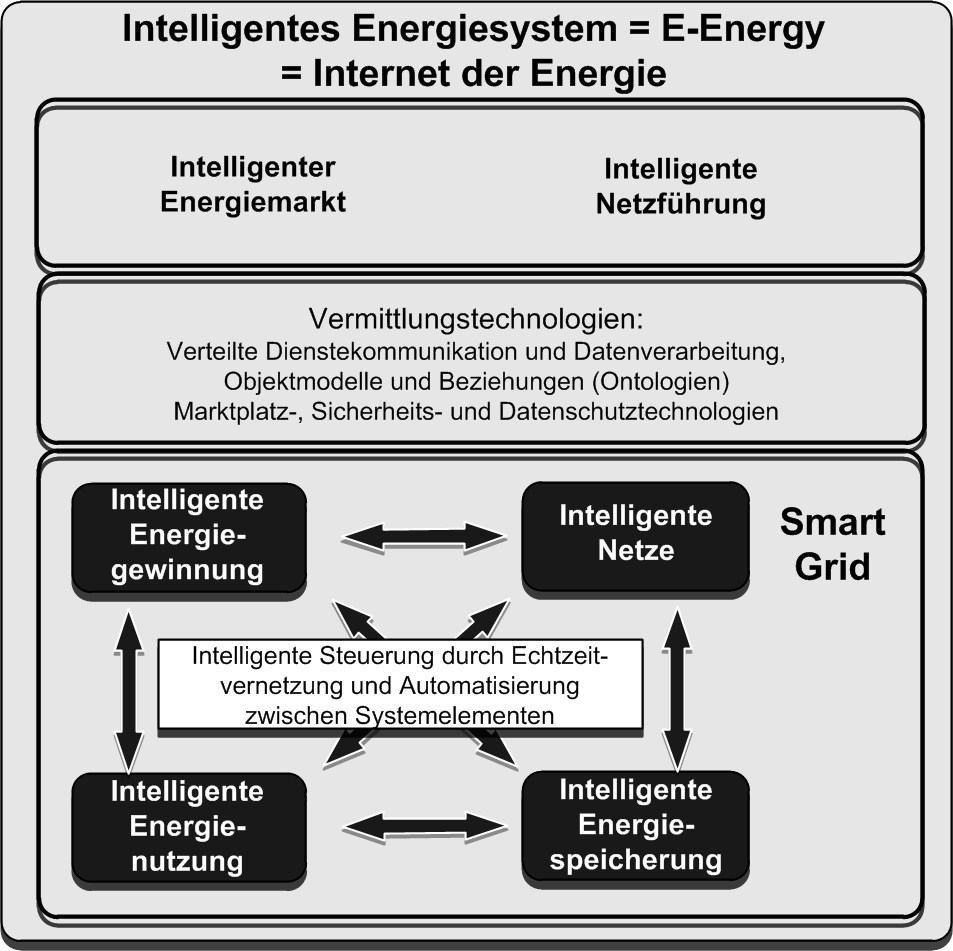

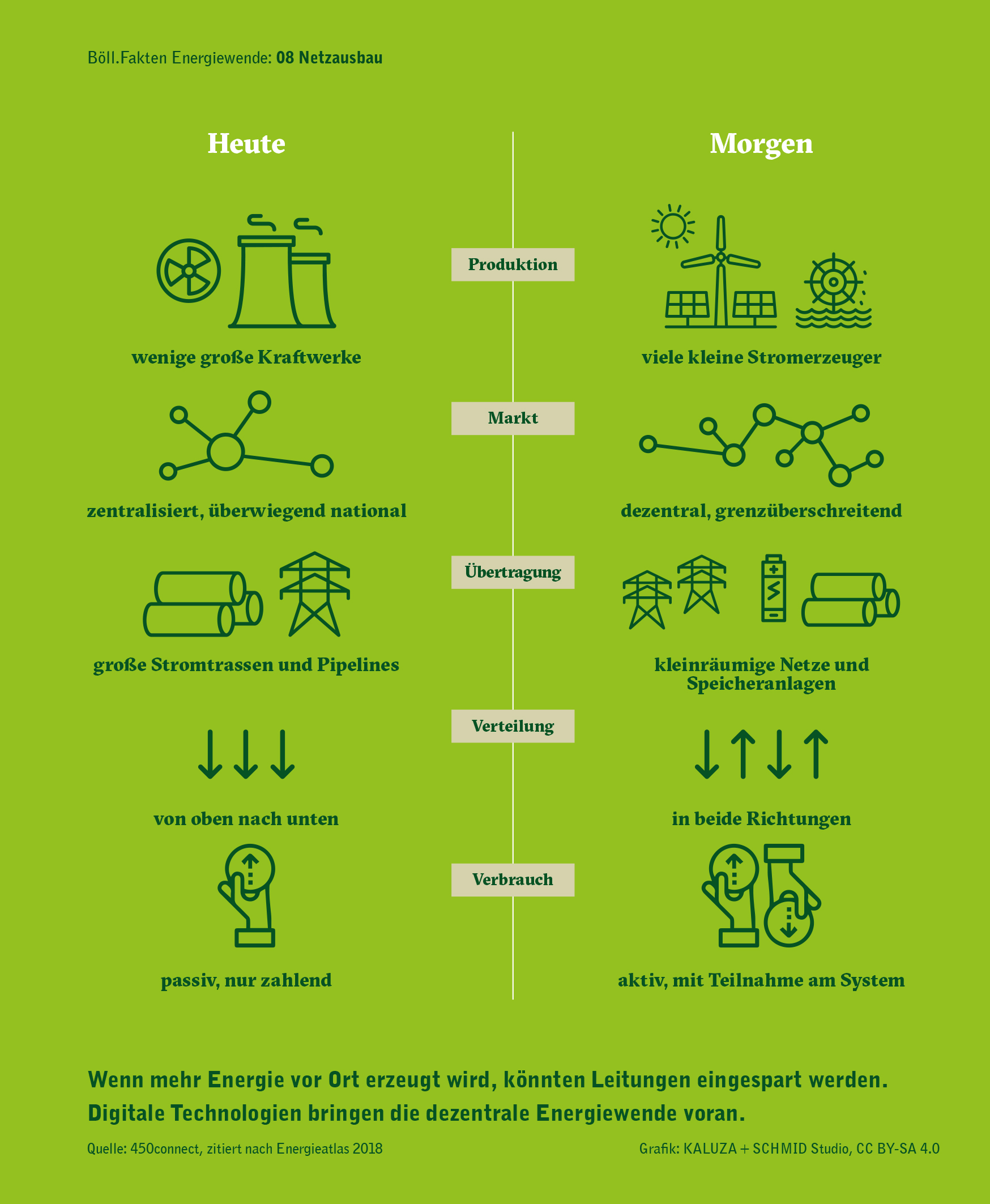
Änderung des Netzaufbaus im Rahmen der Energiewende (schematisch – Stand 2019)

Der Begriff intelligentes Stromnetz (englisch smart grid) bezeichnet ein elektrisches Versorgungssystem, bei dem der Fokus auf der regelungstechnischen Steuerung liegt, um die Auslastung der vorhandenen Infrastruktur zu verbessern. Hiermit soll der zeit- und kapitalintensive Ausbau der physischen Infrastruktur (Freileitungen, Kabel, Transformatoren etc.) möglichst gering gehalten oder verzögert werden.
Mit größer werdenden Anteilen erneuerbarer Energien in den Stromnetzen steigen besonders die Anforderungen an die Verteilnetze, d. h. der Niederspannungs- und Mittelspannungsebene. Sie übernehmen heute nicht nur die Aufgabe, elektrische Energie von den Übertragungsnetzen abzunehmen und an Endverbraucher zu verteilen, sondern zunehmend auch die Aufgabe, dezentral erzeugten Strom in die höheren Netzebenen zurückzuspeisen.
Smart Grids, d. h. Innovationen in der Netzsteuerung mit moderner Regelungs- und Leittechnik sollen diese zusätzlichen Herausforderungen lösen. Die Bundesnetzagentur schreibt dazu: Während die Hochspannungsnetze bereits heute weitestgehend intelligent gesteuert werden und der Zubau neuer Leitungen das Gebot der Stunde ist, ist in den Verteilnetzen auch eine Verbesserung der Netzinfrastruktur und der Steuerungsmöglichkeiten erforderlich. Investitionen „in Kupfer“ müssen Hand in Hand gehen mit Investitionen in „Intelligenz“.:V

## Stand der Netzintelligenz 2021
Die bestehenden Netze werden schon seit längerer Zeit mit einer Kommunikationstechnik, der sogenannten Netzleittechnik (engl. bzw. allgemein SCADA), ferngesteuert. Die Leittechnik der Hoch- und Höchstspannungsnetze ist auf einem hohen Stand; einen Eindruck davon geben die Leitwarten der Übertragungsnetzbetreiber. Dagegen besteht bei den Niederspannungs- und Mittelspannungsnetzes noch Nachholbedarf, allerdings ist hier das Kosten-Nutzen-Verhältnis ein anderes.
Historische Bedeutung bei der Steuerung von Stromnetzen haben:
- Fernwirktechniken, eine Verbindung von betrieblichen Telefonnetzen mit Möglichkeiten zur Fernbedienung von Anlagen,
- Trägerfrequenzanlagen, mit denen Daten direkt über die Stromnetze übertragen werden können,
- Richtfunkanlagen, siehe auch die Liste der Richtfunkanlagen von Energieversorgungsunternehmen in Deutschland,
- Rundsteuertechnik bzw. Funkrundsteuertechnik, mit der ein zentrales Signal über das gesamte Stromnetz verbreitet werden kann und damit beispielsweise die Straßenbeleuchtung an- und ausgeschaltet oder Stromzähler auf Niederstromtarif und umgekehrt umgeschaltet werden können.

Diese historischen Steuerungstechniken sind heutzutage, soweit sie noch eingesetzt werden, kabel- oder mobilfunknetzbasiert. Ziel dieser Übertragung von Daten und Signalen und der damit verbundenen rechnergestützten Regelungstechnik war und ist es unter anderem, die Energieflüsse durch Ab- und Zuschaltung zu optimieren.
Im Allgemeinen sorgt heute vollständig automatisierte Schutztechnik dafür, dass keine Überlastungen auftreten und möglichst automatisiert und unmittelbar auf Störungen reagiert werden kann. Dabei werden die vorhandenen physischen Netzkapazitäten auf Basis einer Lastflussberechnung möglichst optimal genutzt. Schutztechnik braucht üblicherweise keine manuelle Kommunikation. Steuerungstechniken dienen auch der physischen Sicherheit, so schalten beispielsweise durch Sturm oder Unfälle gerissene Überlandleitungen automatisch ab. 
Eine neuere Entwicklung ist im Hochspannungsbereich z. B. das Freileitungsmonitoring, mit dem die außentemperatur-abhängige Kapazität von Freileitungen durch in Echtzeit übertragene lokale Temperaturdaten besser genutzt werden kann. Der Einsatz von Stelltransformatoren führt im Mittel- und Niederspannungsbereich zu einer verbesserten Ausnutzung vorhandener Netzkapazitäten. Smart-Meter liefern mittelfristig Verbrauchsdaten von kleineren Verbrauchern in beliebiger örtlicher und anderweitiger Differenzierung, die zur Entwicklung von genauer aufgelösten Lastprofilen anstelle eines pauschalen Standardlastprofils genutzt werden können.

## Neue Anforderungen an die Netzintelligenz
Eine Studie der Lobby-Organisation Agora-Energiewende aus dem Jahr 2017 empfiehlt weiterhin die folgenden Adhoc-Maßnahmen zur Entlastung der Übertragungsnetze:
- Umbeseilung auf Hochtemperaturseile (Freileitungen werden durch Seile mit höherer Temperaturbelastbarkeit bestückt)
- Zubeseilung auf bereits bestehenden Freileitungen
- Querregler zur Lastflussreglung

Mit dem Ausbau der Windenergie entstanden zunächst ein Erzeugungsschwerpunkt an der Nordseeküste und damit neue Anforderungen an das Hochspannungsnetz, Strom in die Verbrauchszentren und bis in den südlichen Teil Deutschlands zu transportieren. Weiterhin führte die Erzeugung aus fossiler Primärenergie durch kleine KWK-Anlagen wie auch die Erzeugung aus erneuerbaren Quellen wie Photovoltaikanlagen, solarthermischen Kraftwerken, kleinen Windkraftanlagen und Biogasanlagen zu Einspeisungen ins Niederspannungsnetz und vermehrten Einspeisungen ins Mittelspannungsnetz.
Dies führt zu einer wesentlich komplexeren Struktur, primär im Bereich der Lastregelung, der Spannungshaltung im Verteilnetz und zur Aufrechterhaltung der Netzstabilität. Gleichzeitig steigt durch die immer größeren Anteile erneuerbarer Energien, insbesondere Windkraft und Photovoltaik, die Volatilität der Einspeisemengen deutlich. Dadurch wird eine schnellere und effizientere Netzsteuerung erforderlich.
Generell werden Netze, auch elektrische Energieversorgungsnetze, auf die mögliche Höchstbelastung ausgelegt. Die Reduktion jener Höchstbelastung und die zeitliche Verlagerung der zu übertragenden Energie in Zeiten mit geringerer Auslastung ermöglicht, die notwendige Netzinfrastruktur kleiner auszulegen, und führt dadurch zu Kostenvorteilen auf Betreiberseite. Hierbei bleibt die insgesamt übertragene Energiemenge in etwa gleich; es wird nur die Auslastung der Netze optimiert. Beispielsweise waren im Jahr 2009 Stromnetze in der Schweiz im Jahresdurchschnitt nur zu 30 bis 40 % ausgelastet. Kostenvorteile und Versorgungssicherheit sind daher Anreize für die Netzbetreiber, teure Lastspitzen zu vermeiden und im theoretischen Idealfall nur einen möglichst zeitlich konstanten Lastanteil, welcher über dem so genannten Grundlastanteil liegt, zu haben. Diese Nivellierung der Last kann mittels intelligenter Netze durch automatische Steuerungen und Kontrolle von Verbrauchsanlagen im Rahmen einer Laststeuerung erfolgen.
Eine Eigenschaft jener Netze ist die Möglichkeit, Zustandsinformationen und Lastflussdaten aus den einzelnen Netzelementen, wie z. B. Erzeugungsanlagen, Verbrauchern und Transformatorenstationen in Echtzeit abzurufen und verarbeiten zu können. Ein intelligentes Stromnetz bezieht neben den Produktionsanlagen der Industrie und anderen Großverbrauchern auch mittlere Verbraucher und das Verhalten privater Haushalter in das Netzmanagement mit ein. Um auf dieser kleinteiligen Ebene wirksame Preisanreize zu schaffen, wird auch ein intelligenter Markt benötigt.
Intelligentes Markt- und Netzdesign ermöglicht es dem Verbraucher, über die Steuerung seines Verbrauchsverhaltens Geld zu sparen. Nötig sind dafür dynamische Tarife (intelligenter Markt) und die Echtzeit-Kommunikation der Verbrauchsdaten an das Netz (intelligentes Netz).

## Intelligentes Netz oder intelligenter Markt
Damit das Stromnetz stabil bleibt, muss Stromerzeugung und Stromverbrauch zu jedem Zeitpunkt genau im Gleichgewicht sein. Dies wird hauptsächlich durch den Markt erreicht. Der Einsatz von Kraftwerken und Speichern wird langfristig und kurzfristig im Interesse der Eigentümer so optimiert, dass Kraftwerke und Speicher ein bestmögliches Ergebnis erzielen. Dies führt dazu, dass für jeden Zeitpunkt immer die Kraftwerke ihren Einsatz planen und ihre Stromerzeugung verkaufen, die für diesen Zeitpunkt die erwartete Nachfrage zu den besten Konditionen ausfüllen können.
Nur die Aussteuerung sehr kurzfristiger oder instantaner, ungeplanter Abweichungen zwischen Erzeugung und Abnahme verbleibt Aufgabe des Übertragungsnetzbetreibers. Weiterhin verbleibt es Aufgabe des Netzbetreibers, den Strom dorthin zu bringen, wo er gebraucht wird. Da Strom zunehmend im Norden von Windrädern eingespeist und in süddeutschen Zentren verbraucht wird, wird dies auch zunehmend zur Herausforderung. Dem Netzbetreiber stehen dafür zwei Instrumente zur Verfügung:
- der Regelmarkt (ein Markt für instantane Stromerzeugung und Stromabnahme)
- der Redispatch (der zwangsweise Eingriff in die Kraftwerksfahrweise gegen regulierte Entschädigungsentgelte)

Beide Mechanismen setzen ursprünglich große Akteure auf der Erzeugungs- und Nachfrageseite voraus, die Börsenzugänge haben und auf der Angebots- oder Nachfrageseite so große Mengen umsetzen können und so große Flexibilitäten besitzen, dass Änderungen an den Einspeise- oder Lastprofilen zu nennenswerten Ergebnissen für die Akteure führen.
Aufgabe eines intelligenten Marktes und eines intelligenten Netzes ist es jedoch, auch Flexibilitäten kleiner Verbraucher und Erzeuger, sogenannter Flexumer, in das System zu integrieren. Dazu gehören dezentrale Batteriespeicher incl. Fahrzeugantriebsbatterien (Smart Charging), einzelne Windräder, kleine KWK-Anlagen, Solaranlagen und am Ende der Kette auch der Haushaltskunde als Verbraucher.
Auf der Marktseite werden die Flexibilitäten dieser kleinen Einheiten zunehmend zu sogenannten virtuellen Kraftwerken gebündelt (intelligenter Markt). Auf der Netzseite wurden PV- und Windanlagen verpflichtend mit einer Fernsteuerung ausgestattet, um Eingriffe des Netzbetreibers zu ermöglichen (intelligentes Netz).
Eine wesentliche Änderung auf Endverbraucherebene ist der Einbau von intelligenten Zählern (auch Smart Meter). Ihre Kernaufgabe sind Fernauslesung und die Möglichkeit, zeitvariable Preise abrechnen zu können. Die Datenübertragung zwischen den einzelnen Komponenten läuft über Telefon-Modem, GSM, PLC oder ADSL-Verbindungen uvm. Damit ist die Gestaltung differenzierterer Tarife und damit besserer Preisanreize auch für Haushaltskunden möglich (intelligenter Markt). Der Verbraucher kann jedoch nur dann ohne Komfort-Einbußen Preisvorteile realisieren, wenn er auch über Geräte verfügt, die automatisch vorzugsweise während Niedertarif-Zeiten arbeiten. Dabei handelt es sich um zeitunkritische Prozesse wie insbesondere das Laden von Elektrofahrzeugen, der Betrieb von Wärmepumpen, Tiefkühlen, Heizen (Elektroboiler), Waschen oder Geschirrspülen.
Mit Nachtspeicheröfen und festen Nachttarifen wurde dies bereits vor Jahrzehnten realisiert, moderne Systeme können jedoch flexibler und intelligenter arbeiten, was insbesondere für die Einbeziehung erneuerbarer Energien wichtig ist. Eine eingeführte Technologie ist hierzu die Rundsteuertechnik, die allerdings aufgrund der geringen Bandbreite keine Einzeladressierung ermöglicht, sondern Anlagengruppen anspricht.

## Flexibilisierung der Nachfrageseite („Demand Side Management“)
Da elektrische Energienetze keine Energie speichern können und zur Erhaltung der Stabilität im Stromnetz die Nachfrage nach elektrischer Leistung immer gleich dem Angebot an elektrischer Leistung sein muss, muss entweder die Angebotsseite dem nachgefragten Verbrauch angepasst werden, wie dies weitgehend in klassischen Stromnetzen durch Veränderung der Kraftwerksleistung erfolgt, oder durch eine Anpassung mittels Lastverschiebungen der Verbraucher an das momentane Angebot der Erzeugereinrichtungen, ähnlich wie sie bei sogenannten Lastabwurfkunden im Falle von Versorgungsengpässen seit Beginn der elektrischen Energieversorgung realisiert sind.
Auch wenn die in intelligenten Stromnetzen ausgelösten zeitlichen Lastverschiebungen ausgewählter Verbraucher (Demand Side Management) in Form der Laststeuerung nur im Bereich von Stunden bis wenigen Tagen möglich sind, gelten sie als eine zweckmäßige Möglichkeit, um in erneuerbaren Energiesystemen mittels gesteuerter Veränderung der momentanen Nachfrage, diese dem teilweise nicht nachfrageorientierten Angebot anzupassen. Der Vorteil der Nachfrageanpassung liegt in ihrer großen Energieeffizienz, da sie im Gegensatz zu Speicherkraftwerken sehr verlustarm oder verlustfrei eingesetzt werden können. Gut geeignet sind insbesondere Wärme- und Kältemaschinen wie Kühlschränke, Kühlhäuser, Wärmepumpenheizungen usw. Mit Einschränkungen bieten sich aber auch energieintensive industrielle Prozesse wie die Aluminiumherstellung per Elektrolyse, die Elektrostahlherstellung und der Betrieb von Zementmühlen und Lüftungsanlagen für Lastverschiebungen an. Beispielsweise kann der konkrete Einschaltzeitpunkt eines entsprechend ausgelegten intelligenten Kühlschranks in einem gewissen Zeitintervall so verschoben werden, dass er mit dem Angebot an elektrischer Leistung eher übereinstimmt, ohne dass dabei die gekühlten Lebensmittel unzulässig stark erwärmt werden. Die Steuerung kann entweder indirekt über den Preis oder direkt über Energieversorgung bzw. Netzbetreiber erfolgen; größere Unternehmen können auch direkt am Regelenergiemarkt handeln.
Ein erhebliches Potential zur Lastverschiebung bieten auch Rechenzentren. Da Rechenzentren üblicherweise nur teilausgelastet sind und manche Rechenoperationen nicht zeitkritisch sind, kann Rechenleistung bei Bedarf sowohl räumlich als auch zeitlich verschoben werden. Somit kann regional der Verbrauch gezielt gesenkt oder erhöht werden, ohne dass dies Auswirkungen auf zu erbringende Dienstleistungen hat. Da die Infrastruktur bereits vorhanden ist, wäre dies mit minimaler Anpassung der Infrastruktur möglich, zudem könnten Rechenzentren als Stromgroßverbraucher ein bedeutender Faktor im Demand Response sein. Weiteres Potential ergibt sich über die dort üblicherweise installierten Systeme zur Unterbrechungsfreien Stromversorgung wie Batterien und Notstromaggregate, die ebenfalls für die Erbringung von Regelleistung oder Spitzenlastdeckung eingesetzt werden können. Auf diese Weise könnten Systemkosten minimiert werden. Insgesamt wird für möglich gehalten, dass europäische Rechenzentren im Jahr 2030 ein Lastverschiebungspotential von einigen GW bis einigen Dutzend GW besitzen.
In den Auswirkungen erzielt die Lastverschiebung die gleichen Effekte wie der Einsatz von Speicherkraftwerken zur Angebotsanpassung: Die Lasterhöhung (Zuschalten der Last bei Stromüberschüssen) entspricht der Ladung eines Speichers, die spätere Lastminderung der Speicherentladung; daher fungiert Lastverschiebung als „virtueller Speicher“. Laut deutschem Verband der Elektrotechnik, Elektronik und Informationstechnik liegt das Potenzial zur Lastverschiebung zur Hälfte bei energieintensiven Unternehmen und zur Hälfte bei Privathaushalten, Gewerbe und Handel sowie Dienstleistungen. Lastmanagement könne die Nachfrage ausgleichen und die Kosten der Energiewende deutlich senken.

## Aktivitäten in Europa
Den Aktivitäten der EU in Bezug auf Smart Grids liegen die politischen Zielsetzungen
- einer bilanziellen Vermeidung aller Kohlenstoffdioxid-Emissionen bis 2050 (Klimaneutralität)[12],
- einer erhöhten Energieunabhängigkeit (s. a. Energieautarkie),
- der Erhöhung der Energieeffizienz und
- eines Anteils an erneuerbarer Energieerzeugung auf (bilanziell) 100 % im Jahr 2050[13]

zugrunde.
So installierte erstmals das italienische Energieversorgungsunternehmen Enel als Schritt in Richtung intelligenter Stromnetze seit Ende der 1990er Jahre ein automatisiertes Ablesesystem für Stromzähler. Dieses geschah insbesondere zur Verhinderung der großen Verluste durch Stromdiebstahl, dem durch die modernen Zähler Einhalt geboten wurde.
Im Projekt E2SG, Energy to Smart Grid, arbeiteten 31 Partner aus 9 europäischen Ländern beginnend April 2012 an zentralen Themen intelligenter Energienetze: Methoden zur sicheren Kommunikation im Versorgungsnetz, optimierte Technologien zur effizienten Strom-/Spannungswandlung und verbesserte Verfahren zur Bedarfsermittlung und Netzsteuerung sollen helfen, erneuerbare Energiequellen besser einzubinden und die Energieeffizienz zu steigern. E2SG wird von ENIAC Joint undertaking und den Nationalstaaten der Projektpartner gefördert.
Innerhalb des Projektes Web2Energy, das von 2010 bis 2012 lief und durch das 7. Rahmenprogramm (FP7) der Europäischen Kommission gefördert wurde, wurde ein diskriminierungsfreies Kommunikationssystem für alle beteiligten Marktpartner innerhalb eines intelligenten Stromnetzes in Südhessen unter Verwendung der weltweit anerkannten IEC-Normen aufgebaut und getestet.
2016 fand die erste internationale Konferenz zur Systemintegration von Erneuerbaren Energien (Integration of Sustainable Energy Conference, kurz iSEneC) im Messezentrum Nürnberg statt, in der verschiedene technische Lösungen vorgestellt wurden.

### Smart Grids-Aktivitäten in Deutschland
Im Rahmen des E-Energy-Förderprogramms, gefördert vom Bundesministerium für Wirtschaft und Technologie und dem Bundesministerium für Umwelt, Naturschutz und Reaktorsicherheit, wurde von 2010 bis 2013 eine Analyse in sechs sogenannten Modellregionen initiiert, welche die Auswirkungen intelligenter Stromnetze und deren praktischer Umsetzung in realen Stromversorgungsnetzen testeten. Dem Ergebnis dieses Projekts zufolge sind intelligente Energienetze in der Lage, in Zukunft den Netzausbau deutlich zu reduzieren. Als einer der ersten Schritte in der Implementierung von Smart Grids in der Bundesrepublik Deutschland wurde die flächendeckende Einführung von Smart Metering bezeichnet. Smart Meter sind eine technische Komponente zur Realisierung sogenannter Smart Markets, welche eine flexible Gestaltung der Energienutzung über Angebot und Nachfrage ermöglichen.
Im Januar 2017 startete das vom deutschen Bundesministerium für Wirtschaft und Energie (BMWi) geförderte Programm SINTEG - Schaufenster intelligente Energie - Digitale Agenda für die Energiewende. Mit einem Fördervolumen von 200 Millionen Euro und einem Gesamtvolumen von 500 Millionen Euro bilden die fünf SINTEG-Schaufenster C/sells; Designetz; enera; NEW4.0 und WindNODE das größte Smart Grid-Programm Europas. Das Programm sieht explizit fünf Modellregionen vor, die sich praktisch über ganz Deutschland (mit wenigen Ausnahmen) erstrecken. In jenen werden nicht nur die theoretischen Grundlagen erarbeitet, sondern auch Demonstrationsprojekte realisiert. Weiterhin werden rechtliche Rahmenbedingungen und Marktmodelle erforscht. Die Projekte werden von weitreichenden Konsortien mit rund 60 Mitgliedern aus Energieversorgern, Industrie, Forschungseinrichtungen und zivilgesellschaftlichen Akteuren, auch unter großem eigenen Kapitaleinsatz durchgeführt. Ziel ist die Evaluierung und Entwicklung der Smart Grid-Technologien bis zur Marktreife. Mit dem Fördervolumen, der großen Akteursinvolvierung und der Entwicklungstiefe ist SINTEG das bedeutendste Smart Grid-Programm in Deutschland und das größte in Europa.
Mehrere deutsche Bundesländer haben eigene Smart Grids-Aktivitäten gestartet.
- In Baden-Württemberg wurde auf Initiative des damaligen Ministers für Umwelt, Klima und Energiewirtschaft, Franz Untersteller im Jahr 2012 die Smart Grids-Plattform Baden-Württemberg e. V. für die Vernetzung der relevanten Akteure initiiert.[21] Weiterhin wurde von dieser Plattform 2012/2013 eine Roadmap für die Gestaltung intelligenter Energienetze in Baden-Württemberg verfasst, welche als Leitbild der Akteure fungiert.[22] Die ursprüngliche Zielsetzung dieser Smart Grids-Roadmap beinhaltete auch den Start für das SINTEG-Schaufenster C/sells. Nach Abschluss des Projekts wurden in Baden-Württemberg Empfehlungen für die Überarbeitung der Smart Grids-Roadmap, basierend auf den in den Jahren 2012 bis 2020 gewonnenen Erkenntnissen, erarbeitet[23] und die Strategie zur Implementierung von intelligenten Energienetzen angepasst.[24] Im Dezember 2022 wurde schließlich die angepasste Smart Grids-Roadmap Baden-Württemberg 2.0[25] auf dem Smart Grids-Kongress des Umweltministeriums vorgestellt.[26] Dieses Strategiepapier wurde unter Mitwirkung von 143 Akteuren aus Energiewirtschaft, Forschung, Verbrauchern, Ingenieurbüros, Anlagenbetreibern und Zivilgesellschaft entwickelt[27] und zeigt die Leitplanken für die Entwicklung intelligenter Energienetze bis 2030 in Baden-Württemberg und ganz Deutschland auf.[25]

- In Bayern ist die Forschungsstelle für Energiewirtschaft (FfE e. V.) mit der Analyse der Potenziale intelligenter Energienetze befasst.[28]
- In Hessen koordiniert die Landesagentur House of Energy des Hessischen Ministeriums für Wirtschaft, Energie, Verkehr und Wohnen die Smart Grids-Aktivitäten im Land, unter anderem durch die Regionalkoordination des Projekts C/sells[29] und das Smart Grids LAB Hessen[30].

Von Energieversorgungsunternehmen (EVU) gibt es immer mehr Initiativen um intelligente Energienetze zu fördern. So wird beispielsweise in Garmisch-Partenkirchen neben Elektromobilität auch das intelligente Stromnetz in einem Modellversuch getestet.

### Smart Grids in Österreich
In Österreich entsteht ebenfalls eine Initiative zu intelligenten Stromnetzen. Das österreichische Bundesministerium für Verkehr, Innovation und Technologie fördert im Rahmen des Programms Energiesysteme der Zukunft sowie über das Energieforschungsprogramm des Klima- und Energiefonds Forschungs- und Demonstrationsprojekte zum Thema. Gemeinsam mit Stromnetzbetreibern und Technologieunternehmen entstehen mehrere Pionierregionen. Die Salzburg AG hat beispielsweise zwei Projekte ins Leben gerufen. Zum einen das Projekt „ElectroDrive“ und zum anderen das Projekt „Smart Grids“. Diese beiden Projekte wurden mit 1,9 Millionen und 1,7 Millionen Euro vom österreichischen Klima- und Energiefonds prämiert und gefördert. Sie sind nahezu untrennbar, da die Elektrofahrzeuge als Energiespeicher dienen. Momentan fahren in Salzburg 300 Elektrofahrzeuge.

### Smart Grids in der Schweiz
In der Schweiz arbeiten Enercontract AG mit Beteiligung der Alpiq im Projekt smart power und die Löpfe AG an der konkreten Umsetzung eines intelligenten Stromnetzes. Erste Pilotinstallationen sind bei der Firma Jura Elektroapparate AG in Niederbuchsiten und im Versorgungsgebiet der EWS Energie AG Aargau Süd erfolgt.
In der Schweiz obliegt die Strommessung dem lokalen Elektrizitätsversorgungsunternehmen (EVU) im Rahmen des diskriminierungsfreien Netzanschlusses. Diskriminierungsfrei heißt, dass alle Stromkunden gleiche Bedingungen bzg. Netzanschluss und Entgeltberechnung erhalten. Die Messinformationen stehen hierbei dem Energielieferanten zu, d. h., sie dürfen derzeit nicht frei zugänglich gemacht werden, insbesondere nicht einem Wettbewerber. Weiterhin ist bei den gewonnenen Messdaten der Datenschutz zu beachten, denn mit diesen personenbezogenen Daten lässt sich z. B. der individuelle Tagesablauf eines Netzanschlusses rekonstruieren.

## Probleme und Herausforderungen

### Technische Herausforderungen
Um die Sicherheit und Resilienz der intelligenten Energienetze zu gewährleisten, werden in Deutschland große Anstrengungen unternommen, um die Komponenten sicher vor unbefugten Zugriffen zu machen, um ein Katastrophenszenario wie den häufig zitierten Cyberangriff auf die Ukraine 2015 ausschließen zu können. Weitere Herausforderungen technischer Natur beinhalten die Implementierung der gemeinsamen Schnittstellen sowie die Anbindung der Smart Meter an die Datenschnittstellen der Verteilnetzbetreiber.

### Wirtschaftliche Herausforderungen
Volkswirtschaftlich sinnvolle und innovative Investitionen können wegen der regulatorischen Organisation der Energiewirtschaft unter Umständen betriebswirtschaftlich nicht sinnvoll sein. Netzentgelte sind reguliert und der Netzbetreiber kann dort nur bestimmte Investitionen geltend machen. So dürfen Netzbetreiber in Deutschland beispielsweise keine Speicher bauen, besitzen und in ihr Netz integrieren, um damit Netzprobleme zu lösen.

### Politische Instrumentalisierung durch Energiewendegegner
Wie sich bei dem Hackerangriff auf die ukrainische Stromversorgung 2015 zeigte, können automatisierte Systeme anfällig für Hackerangriffe sein. Dieses Szenario wurde von Marc Elsberg im Technothriller Blackout aufgegriffen und wird zunehmend von Gegnern der Energiewende genutzt, um diese als Gefahr darzustellen, während Elsberg selbst es als "unredlich" bezeichnet, dass sein fiktives Werk als Argument gegen die Energiewende herangeführt wird. Von rechtspopulistischen Alternativmedien, etwa dem Blog des von der BILD-Zeitung entlassenen Julian Reichelt, wird regelmäßig das Thema Blackout aufgegriffen, um darauf basierend (im Wesentlichen mit Falschinformationen) gegen die Energiewende und diese vorantreibende Parteien und Akteure zu polarisieren.

## Normen und Standards
Problematisch ist die Tatsache, dass es in einigen Bereichen noch keine anerkannten Standards gibt, was gemessen wird und wie die Daten an ein Ziel übertragen werden. Bisher werden meist proprietäre Messsysteme eingesetzt, die nicht einfach miteinander kombinierbar oder austauschbar sind. Nach der Einführung von Standards ist möglicherweise ein aufwändiger Wechsel der Systeme notwendig. Auf internationaler Ebene werden Datenmodelle und Kommunikationsprotokolle der IEC 61850 weiter entwickelt. Ursprünglich für die Automation in Umspannwerken konzipiert, dehnt sich das Anwendungsfeld dieser Norm auch auf die dezentrale Stromerzeugung in Verteilnetzen aus.
Neben der IKT-bezogenen Normung sind für ein intelligentes Verhalten vieler kleinerer Anlagen am Netz auch systemstabilisierende elektrotechnische Eigenschaften wichtig, d. h. die Reaktion auf Spannungs- und Frequenzänderungen. Diese wurden z. B. in Deutschland in der Mittelspannungsrichtlinie definiert, mittlerweile abgelöst durch die Technische Anschlussregel Mittelspannung (VDE-AR-N 4110:2018-11). Die FNN-Anwendungsregel „Erzeugungsanlagen am Niederspannungsnetz“ (VDE-AR-N 4105:2018-11). existiert seit August 2011, mittlerweile in einer zweiten überarbeiteten Fassung.
Auf europäischer Ebene sind hierzu die DIN EN 50438 (Anforderungen für den Anschluss von Klein-Generatoren an das öffentliche Niederspannungsnetz) zu nennen, sowie die EN 50549:2019 (Anforderungen für zum Parallelbetrieb mit einem Verteilnetz vorgesehene Erzeugungsanlagen).
In den USA ist die IEEE 1547 (Standard for Interconnecting Distributed Resources with Electric Power Systems) von Relevanz.